# Aponeuros
Aponeuros (latin: aponeurosis, av grekiska: από, apo, "bort" eller "av", och νεῦρον, neuron, "sena") eller senhinna avser en platt sena som, förutom senornas längsgående senbuntar, även innehåller tvärgående senbuntar som håller samman aponeurosen. En aponeuros är ett membran som avskiljer skelettmuskler eller muskelgrupper.
Liksom runda, långa senor har aponeuroser en blank silvervit yta men är, till skillnad från de runda senorna, endast sparsamt försedda med blodkärl och nerver.
Aponeuroser finns i handflatorna, fotsulorna, ögat och på bukväggen.